# Ringer-Juniorenweltmeisterschaften 2010
Die Ringer-Juniorenweltmeisterschaften 2010 fanden vom 20. Juli bis 25. Juli in Budapest, Ungarn, statt. Russland wurde erfolgreichste Nation bei den beiden Stilarten des männlichen Nachwuchses, während die VR China die Wertung der Juniorinnen gewann.

## Junioren, griechisch-römisch

### Ergebnisse
| Klasse  | Gold                  | Silber               | Bronze                                    |
| ------- | --------------------- | -------------------- | ----------------------------------------- |
| -50 kg  | Eldanis Asisli        | Aisultan Baisakow    | Seiki Goya Tolgahan Karatas               |
| -55 kg  | Stepan Marjanajan     | Gasim Mahammadow     | Oliver Runge Saman Abduouli               |
| -60 kg  | Kamcan Mammadow       | Asker Orschokdugow   | Lenur Temirow Aleksander Mikaeljan        |
| -66 kg  | Tschingits Labatsanow | Domik Etlinger       | Rasul Tschunajew Ellis Coleman            |
| -74 kg  | Roman Wlasow          | Besiki Saldadse      | Veli-Karri Suominen Hadi Alizadeh Pournia |
| -84 kg  | Artur Aleksanjan      | Lee Se-yeol          | Arsen Kachabrischwili Tschan Belenjuk     |
| -96 kg  | Islam Magomedow       | Alin Alexuc-Ciurariu | Shahab Ghourehjili Coskun Efe             |
| -120 kg | Ihor Didyk            | David Oganesjan      | Bayram Nigar Eduard Popp                  |

### Medaillenspiegel (griechisch-römisch)
| Rang | Land          | Gold | Silber | Bronze |
| ---- | ------------- | ---- | ------ | ------ |
| 1    | Russland      | 4    | 2      | 0      |
| 2    | Aserbaidschan | 2    | 1      | 1      |
| 3    | Ukraine       | 1    | 0      | 2      |
| 4    | Armenien      | 1    | 0      | 1      |
| 5    | Kasachstan    | 0    | 1      | 0      |
|      | …             |      |        |        |
| 11   | Deutschland   | 0    | 0      | 3      |

## Junioren, freier Stil

### Ergebnisse
| Klasse  | Gold                        | Silber            | Bronze                                    |
| ------- | --------------------------- | ----------------- | ----------------------------------------- |
| -50 kg  | Tsirkula Dadajew            | Lascha Talachadse | Anatoli Burujan Nijat Muradow             |
| -55 kg  | Wladimer Chintschegaschwili | Toğrul Əsgərov    | Rasul Maschetsow Ibrahim Farag Abdelhakim |
| -60 kg  | Gadtschi Abdulajew          | Umud Mammadow     | Suzuki Yasuhiro Tengits Tschotschiswili   |
| -66 kg  | Alan Gogajew                | Kotaro Tanaka     | Anton Afanasjew Mohammad Yousefi Kamangar |
| -74 kg  | Dawid Chutischwili          | Söner Demirtas    | Arsen Schallajew Ibrahim Jusifow          |
| -84 kg  | Andrei Walijew              | İbrahim Bölükbaşı | Subchonn Tschpulatow Chris Perry          |
| -96 kg  | Schamil Achmedow            | Aslanbek Alborov  | Fatih Yaşarlı Arfan Amiri                 |
| -120 kg | Muradin Kuschchow           | Taha Akgül        | Richard Csercsics Giorgi Sakandelidse     |

### Medaillenspiegel (freier Stil)
| Rang | Land          | Gold | Silber | Bronze |
| ---- | ------------- | ---- | ------ | ------ |
| 1    | Russland      | 5    | 0      | 2      |
| 2    | Georgien      | 2    | 1      | 2      |
| 3    | Ukraine       | 1    | 0      | 0      |
| 4    | Aserbaidschan | 0    | 3      | 2      |
| 5    | Türkei        | 0    | 3      | 1      |

## Juniorinnen, Freistil

### Ergebnisse
| Klasse | Gold                   | Silber                         | Bronze                                           |
| ------ | ---------------------- | ------------------------------ | ------------------------------------------------ |
| -44 kg | Marsiget Bagomedow     | Nadeschda Fedorowa             | Antschela Kleschtschewa Erdenesüchiin Narangerel |
| -48 kg | Victoria Anthony       | Bajarmagnaigiin Dawaasüren     | Tatjana Samkowa Jaqueline Schellin               |
| -51 kg | Sun Yanan              | Hirano Haruka                  | Amy Whitbeck Dawaasüchiin Otgontsetseg           |
| -55 kg | Yu Horiuchi            | Julija Blahynja                | Irina Ologonowa Helen Maroulis                   |
| -59 kg | Zhang Lan              | Walerija Sergejewna Scholobowa | Sakschi Malik Murata Kanako                      |
| -63 kg | Danielle Lappage       | Walerija Lasinskaja            | Tajbe Jusein Aline Focken                        |
| -67 kg | Alina Stadnyk-Machynja | Jenny Aardalen                 | Sodnomyn Pürewchüü Iijima Chiaki                 |
| -72 kg | Natalja Worobjewa      | Cynthia Vescan                 | Julia Drawatsjuk Liu Xinyi                       |

### Medaillenspiegel (Juniorinnen)
| Rang | Land                | Gold | Silber | Bronze |
| ---- | ------------------- | ---- | ------ | ------ |
| 1    | Volksrepublik China | 2    | 0      | 1      |
| 2    | Russland            | 1    | 3      | 2      |
| 3    | Japan               | 1    | 1      | 2      |
| 4    | Ukraine             | 1    | 1      | 1      |
| 5    | Vereinigte Staaten  | 1    | 0      | 2      |
|      | …                   |      |        |        |
| 11   | Deutschland         | 0    | 0      | 2      |